# Charles Benedict
Charles Sumner Benedict (Barlow, Ohio, 5 de maig de 1867 - Gallipolis, Ohio, 22 de novembre de 1952) va ser un tirador estatunidenc que va competir a primers del segle xx.
El 1908 va prendre part en els Jocs Olímpics de Londres, on disputà dues proves del programa de tir. En la prova de rifle militar per equips guanyà la medalla d'or i en la de rifle militar, 1000 iardes fou tretzè.